# Alfred Moisiu
Alfred Spiro Moisiu (nació el 1 de diciembre de 1929) fue presidente de Albania entre el 24 de julio de 2002 y el 24 de julio de 2007, cuando fue reemplazado por Bamir Topi.

## Biografía
Nació en Shkodër, Albania. Su padre fue Spiro Moisiu. Durante 1943-1945 tomó parte de la guerra de la liberación de Albania en contra de la ocupación alemana. En 1946 fue enviado hacia la Unión Soviética como un estudiante. En 1948 se graduó de la escuela militar de ingeniería en Leningrado (actual San Petersburgo, Rusia). En 1991 fue nombrado ministro de Defensa en el Gobierno apolítico de Vilson Ahmeti.